# Phratora jinchuanensis
Phratora jinchuanensis là một loài bọ cánh cứng trong họ Chrysomelidae. Loài này được Ge & Wang in Ge, Yang, Wang, Li & Cui miêu tả khoa học năm 2004.